# Cornucopina gracillima
Cornucopina gracillima is een mosdiertjessoort uit de familie van de Bugulidae. De wetenschappelijke naam van de soort is voor het eerst geldig gepubliceerd in 1974 door d'Hondt.